# Gastón de Peralta

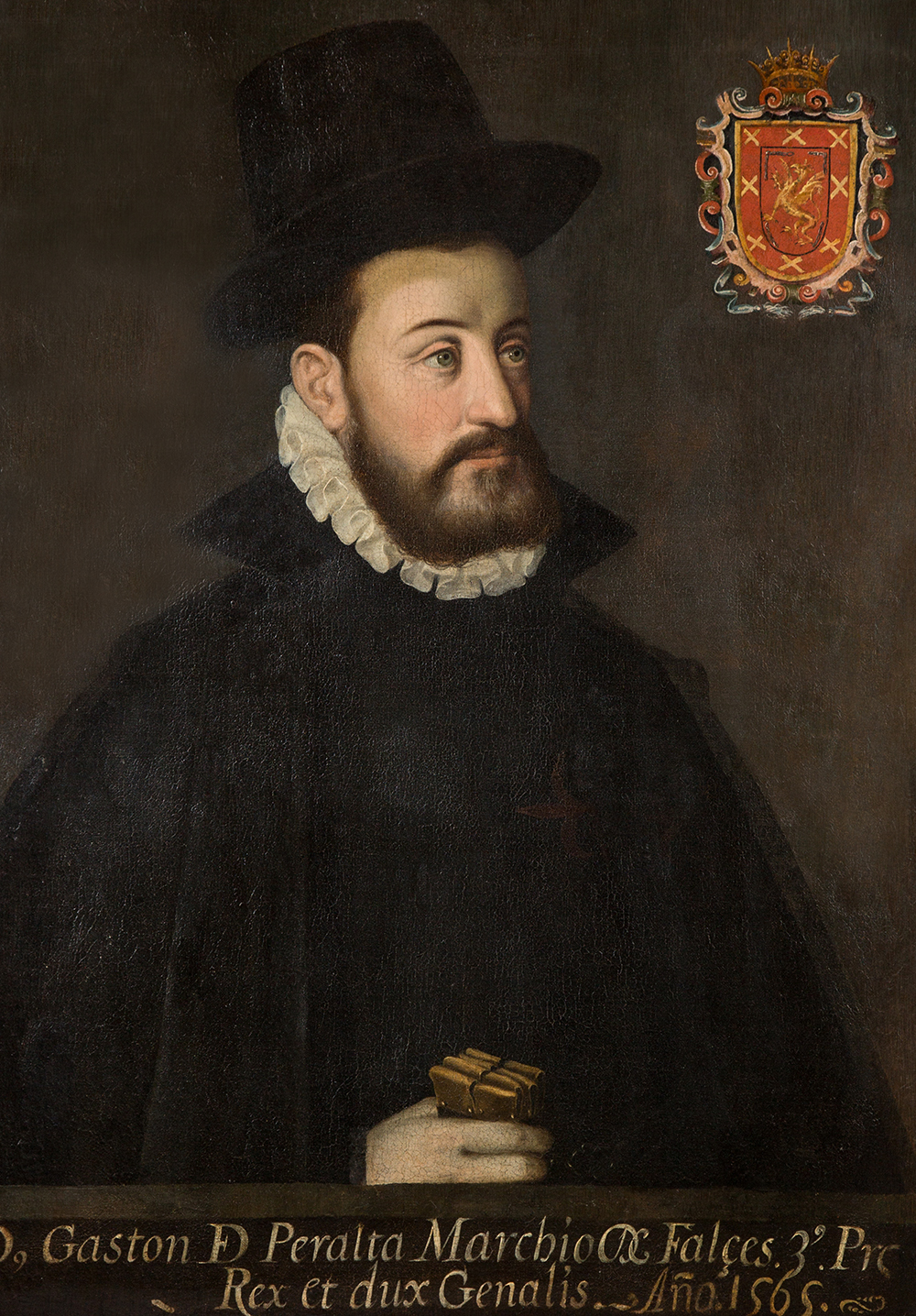
Gastón de Peralta

Gastón Carrillo de Peralta y Bosquete (Pau, 1510 - Valladolid, 1587) was een Spaanse edelman. Hij was onderkoning van Nieuw-Spanje van 16 oktober 1566 tot 10 maart 1568.

## Leven
Gastón de Peralta was een zoon van Navarrese aristocraten. Hij diende als militair commandant, als diplomaat in Italië en als gouverneur van Navarra. Toen de Raad van de Indiës bericht ontving van het overlijden van Luis de Velasco, stelde deze aan de koning voor Gastón de Peralta als nieuwe onderkoning naar Nieuw-Spanje te sturen. Hij vertrok naar Veracruz, waar hij begin september 1566 arriveerde. Bij zijn aankomst kwam hij te weten van de processen en executies ten gevolge van het proces tegen de markies Martín Cortés, die beschuldigd was van samenzwering tegen koning Filips II van Spanje. Hij schorste de executie van de op dat moment in Spanje verblijvende Luis Cortés, een broer van de markies.
Toen Peralta aankwam in Mexico-Stad, heerste daar een gespannen sfeer. Een van de eerste dingen die hij daar moest doen was het verwijderen van de artillerie en de soldaten die zich gelegerd hadden in het paleis van de onderkoning en in de hoofdstraten van de stad.
Tijdens zijn bewind stichtte hij een ziekenhuis voor ouderen, invaliden, revaliderenden en geesteszieken. Toen hij werd beschuldigd van vijandige verklaringen voor de rechter, trok hij zich terug in de stad. Koning Filips II werd per brief ingelicht over deze beschulding en stuurde twee inspecteurs naar Nieuw-Spanje om de zaak te onderzoeken: Luis Carrillo en Alonso Muñoz. Zij geboden Peralta terug te keren naar Spanje, om daar zijn gedrag uit te leggen. Daar werd hij echter vrijgesproken, waarna hij werd aangesteld als commissaris van Navarra.
Hij bezat de volgende titels: Markies van Falces, Graaf van Santisteban in Lerín en Baron van Marcilla. Hij was de eerste die in Mexico werd aangesproken als Excellentie. Peralta stierf in 1587 in Valladolid.